# Mammelomys
Mammelomys (Menzies, 1996) è un genere di Roditori della famiglia dei Muridi.

## Descrizione
Al genere Mammelomys appartengono roditori di medie dimensioni, con lunghezza della testa e del corpo tra 132,4 e 224,4 mm, la lunghezza della coda tra 105 e 148,3 mm e un peso fino a 236 g.
Il cranio è sottile ed ha un rostro di proporzioni normali. Le ossa nasali sopravanzano quelle pre-mascellari, mentre le creste sopra-orbitali e parietali sono moderatamente sviluppate. I fori incisivi sono corti e larghi. Il palato è stretto. La bolla timpanica è piccola.

Sono caratterizzati dalla seguente formula dentaria:
La pelliccia è lunga e soffice in Mammelomys lanosus, mentre è alquanto ruvida in Mammelomys rattoides. I piedi sono molto lunghi e sottili. L'alluce è molto corto, non raggiunge la base delle altre 4 dita. La pianta dei piedi è ricoperta di peli. La coda è più corta della testa e del corpo, le scaglie sono piatte, disposte a mosaico e corredate di tre peli ciascuna. Le femmine hanno soltanto un paio di mammelle inguinali.

## Distribuzione
Questo genere è endemico della Nuova Guinea.

## Tassonomia
Il genere comprende 2 specie.
- Mammelomys lanosus
- Mammelomys rattoides